# Stanley Green
Stanley Owen Green (Harringay, 22 de febrero de 1915-Northolt, 12 de diciembre de 1993), conocido como Protein Man («El Hombre Proteína»), fue un cartel publicitario humano británico en el centro de Londres en la segunda mitad del siglo siglo XX. Un escritor lo llamó «la persona no famosa más famosa de Londres». Según Lynne Truss, se convirtió en una figura tan omnipresente en Oxford Street y sus alrededores en el West End que estaba «presente en todas las fotografías en blanco y negro de multitudes de Londres que uno haya visto jamás».
Durante 25 años, desde 1968 hasta 1993, patrulló Oxford Street con un cartel que recomendaba la «sabiduría proteica», una dieta baja en proteínas que, según él, reduciría la libido y haría a la gente más amable. Su panfleto autoeditado de 14 páginas, Eight Passion Proteins with Care, tuvo 84 ediciones y vendió 87 000 copias en 20 años. Su «campaña por la supresión del deseo», como la describió un escritor, no siempre fue popular, pero los londinenses desarrollaron un afecto por él. The Sunday Times lo entrevistó en 1985, y la casa de moda Red or Dead utilizó su eslogan less passion from less protein («menos pasión, menos proteínas») en una de sus colecciones. Cuando murió a los 78 años, The Daily Telegraph, The Guardian y The Times publicaron obituarios, y el Museo de Londres adquirió sus panfletos y carteles. En 2006 su biografía fue incluida en el Oxford Dictionary of National Biography.

## Primeros años de vida
Nació en Harringay, al norte de Londres, el menor de cuatro hijos de May Green y su marido, Richard Green, empleado de un fabricante de tapones de botellas. Después de asistir a Wood Green County School, una escuela secundaria mixta, Green se unió a la Marina Real británica en 1938. Quedó impactado mientras estaba en la Marina por la obsesión con el sexo. «Me quedé asombrado cuando se dijeron cosas tan abiertamente: lo que un marido le diría a su esposa cuando está en casa de permiso», dijo en la columna «A Life in the Day» del The Sunday Times en 1985. «Siempre he sido una persona moral».
Después de dejar la Marina en septiembre de 1945 tras haber servido durante la Segunda Guerra Mundial, Green trabajó para la Sociedad de Bellas Artes. En marzo de 1946, reprobó el examen de ingreso a la Universidad de Londres, luego trabajó para Selfridges y en la administración pública, y como almacenista en el Ayuntamiento de Ealing. En dos ocasiones había perdido su trabajo, dijo, porque se había negado a ser deshonesto. En 1962 consiguió un empleo en Correos, luego trabajó como jardinero autónomo hasta 1968, cuando comenzó su campaña anti-proteínas. Vivió con sus padres hasta que murieron, su padre en 1966 y su madre al año siguiente, después de lo cual le dieron un apartamento social en Haydock Green, Northolt, al oeste de Londres.

## Su misión

### En las calles

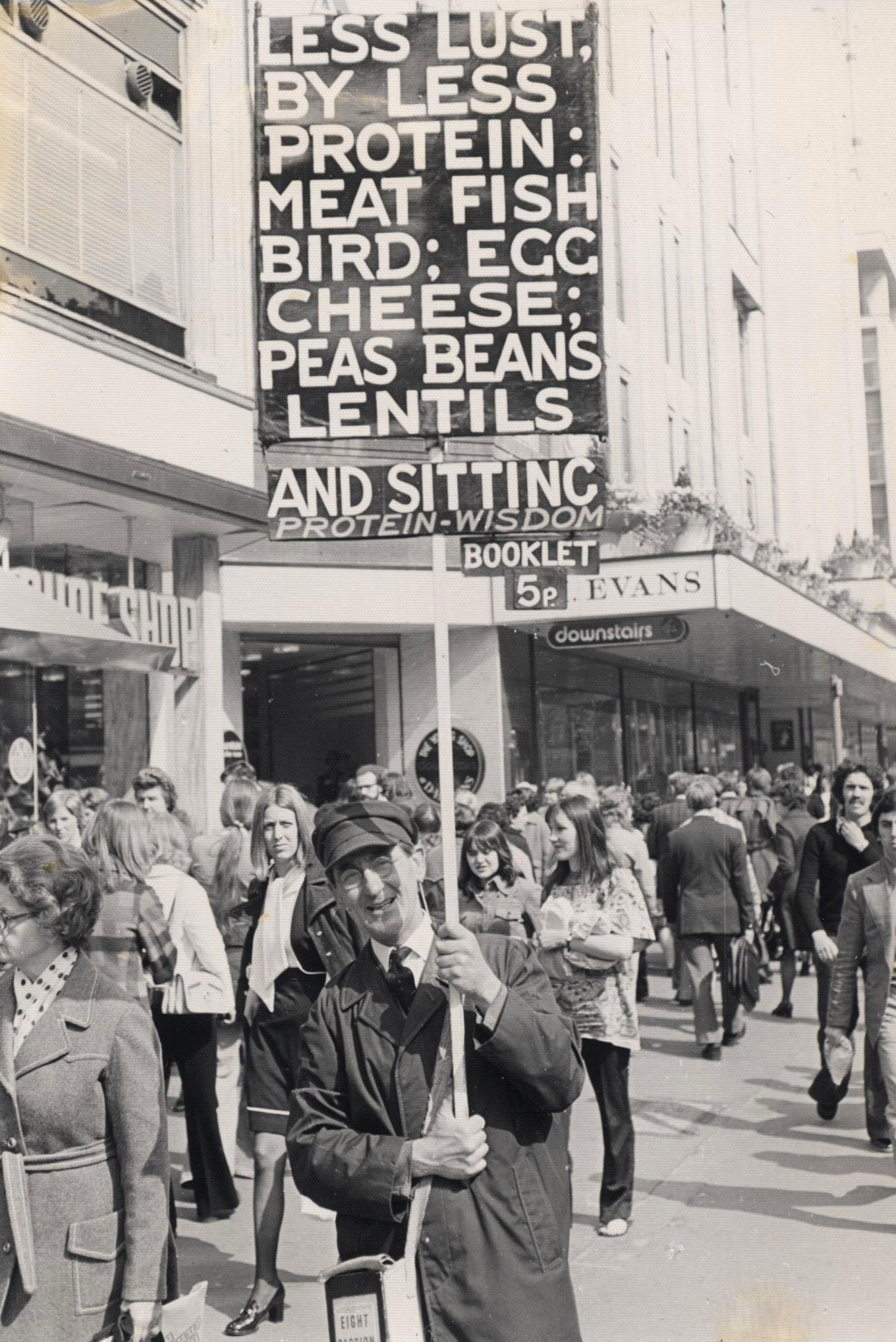
Green en Oxford Street, 1974.

Comenzó su misión en junio de 1968, a la edad de 53 años, inicialmente en Harrow los sábados, convirtiéndose en un cartel humano a tiempo completo seis meses después en Oxford Street. Llegó hasta allí en bicicleta desde Northolt con un cartel tipo sándwich sujeto a su bicicleta, un trayecto que podía durar hasta dos horas.
Se levantaba temprano y, después de desayunar gachas, preparaba pan que fermentaría mientras él estaba de patrulla, listo para la cena. Por lo demás su dieta consistía en verduras y legumbre s al vapor y medio kilo de manzanas al día. El almuerzo se preparaba en un mechero Bunsen y se comía a las 2:30 p. m. en un «lugar cálido y secreto» cerca de Oxford Street. El «lugar cálido y secreto» era un banco en el extremo más alejado de uno de los andenes de la estación de Oxford Circus, donde se sentaba después de dar vuelta su cartel y mirar hacia la pared.
De lunes a sábado paseaba por la calle hasta las 18.30 horas, reducido a cuatro días por semana a partir de 1985. Los sábados por la noche los pasaba con la multitud del cine en Leicester Square.> Se iba a la cama a las 12:30 a. m. después de decir una oración. «Es una oración muy buena y desinteresada además», dijo a The Sunday Times en 1985. «Es una especie de reconocimiento a Dios, por si acaso existe alguno».
Peter Ackroyd escribió en London: The Biography (2000) que Green fue en su mayor parte ignorado, convirtiéndose en «un símbolo conmovedor de la falta de curiosidad y el olvido de la ciudad». Fue arrestado por obstrucción pública dos veces, en 1980 y 1985. «Me molesta la injusticia que esto supone», dijo, «porque estoy haciendo un buen trabajo». Empezó a usar un mono para protegerse de escupitajos, que encontró varias veces en su sombrero al final del día.

### Escritos
Los domingos los pasaba en casa produciendo Eight Passion Proteins («Ocho proteínas de la pasión») en su imprenta, exhibida después de su muerte en la Serpentine Gallery y descrita por Waldemar Januszczak como «un extraordinario artilugio casero digno de Heath Robinson». Los «terribles ruidos de golpes y estruendos» causaron problemas entre Green y sus vecinos.
Conocida por su tipografía excéntrica, Eight Passion Proteins tuvo 84 ediciones, 52 de ellas entre 1973 y 1993. Green llevaba copias en su mochila, vendiendo 20 ejemplares entre semana y hasta 50 los sábados, por 10 peniques en 1980 y más tarde por 12 peniques. Para febrero de 1993 habría vendido 87 000 ejemplares. También lo envió a personalidades públicas, entre ellas cinco primeros ministros británicos, el príncipe Carlos, el arzobispo de Canterbury y el papa Pablo VI.
El panfleto sostenía que «aquellos que no tienen que trabajar duro con sus extremidades y aquellos que tienden a permanecer sentados» «almacenarán sus proteínas para la pasión», haciendo de la jubilación, por ejemplo, un período de mayor pasión y discordia marital. Terminaba con una advertencia: «Cuidado con la diversión de las sugerencias indecentes; de la diversión del excitante escándalo de las vidas privadas; de la diversión de la desnudez del periodismo de baja estofa, etcétera. Estas cosas erosionan nuestra moral y tuercen las mentes jóvenes». Además del panfleto, Green dejó varios manuscritos inéditos, entre ellos una novela, Behind the Veil: More than Just a Tale; un texto de 67 páginas, Passion and Protein; y una edición de 392 páginas de Eight Passion Proteins, que fue rechazada para su publicación por Oxford University Press en 1971.

## Reconocimiento

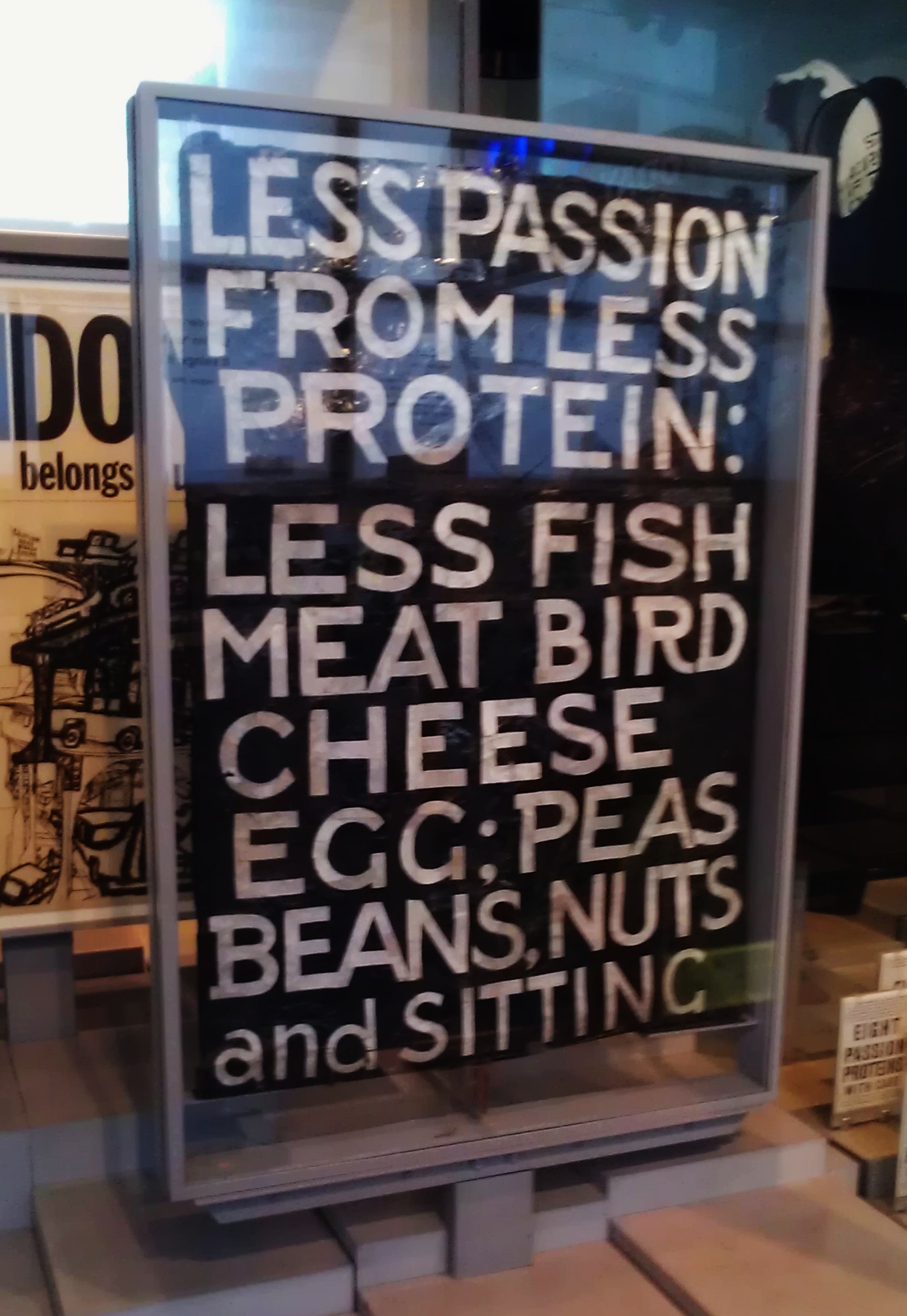
Uno de los carteles de Green, Museo de Londres.

Green disfrutó de su fama local. The Sunday Times lo entrevistó en 1985 para su artículo «A Life in the Day», y algunos de sus lemas, incluido less passion from less protein («menos pasión con menos proteínas»), se usaron en vestidos y camisetas de la casa de moda londinense Red or Dead. Cuando murió el 12 de diciembre de 1993 a la edad de 78 años, The Daily Telegraph, The Guardian y The Times publicaron obituarios. Sus cartas, diarios, panfletos y carteles fueron donados al Museo de Londres, que en 2010 conservaba 36 de las 84 ediciones de Eight Passion Proteins with Care. Otros artefactos fueron al Museo Gunnersbury Park. Su imprenta fue incluida en la exposición de Cornelia Parker «The Maybe» (1995) en la Serpentine Gallery, que presenta a Tilda Swinton en una caja de cristal, así como un cojín y una alfombra aparentemente del diván de Freud y uno de los puros de Winston Churchill.
Años después de su muerte, Green todavía era recordado por escritores y blogueros. En 2006, apareció en el Oxford Dictionary of National Biography, mientras que la ficción documental del artista Alun Rowlands, 3 Communiqués (2007), lo retrató como «recorriendo la ciudad en campaña por la supresión del deseo a través de la dieta». En 2013, Martin Gordon incluyó una canción sobre él en su álbum Include Me Out. También fue el tema de una canción biográfica homónima en el álbum A Trip to the Sewers of Paris (2018) de Melancholy Thug. Peter Watts escribió en Londonist en 2016 que Green fue durante un tiempo «la persona no famosa más famosa de Londres, una figura reconocida por millones aunque pocos hablaron con él. Oxford Circus nunca ha sido lo mismo sin él». Cuando Green murió, Lynne Truss sugirió en The Times que se lo insertara retroactivamente en el párrafo final de la novela de Charles Dickens La pequeña Dorrit:

Bajaron silenciosamente a las calles ruidosas, inseparables y bendecidos; y mientras pasaban bajo el sol y la sombra, los ruidosos y los ansiosos, los arrogantes, los atrevidos y los vanidosos, y ese hombre, ya sabes, con el cartel de «Menos pasión por menos proteínas» sobre su cabeza, inquietos y irritados, y armaron su alboroto habitual.

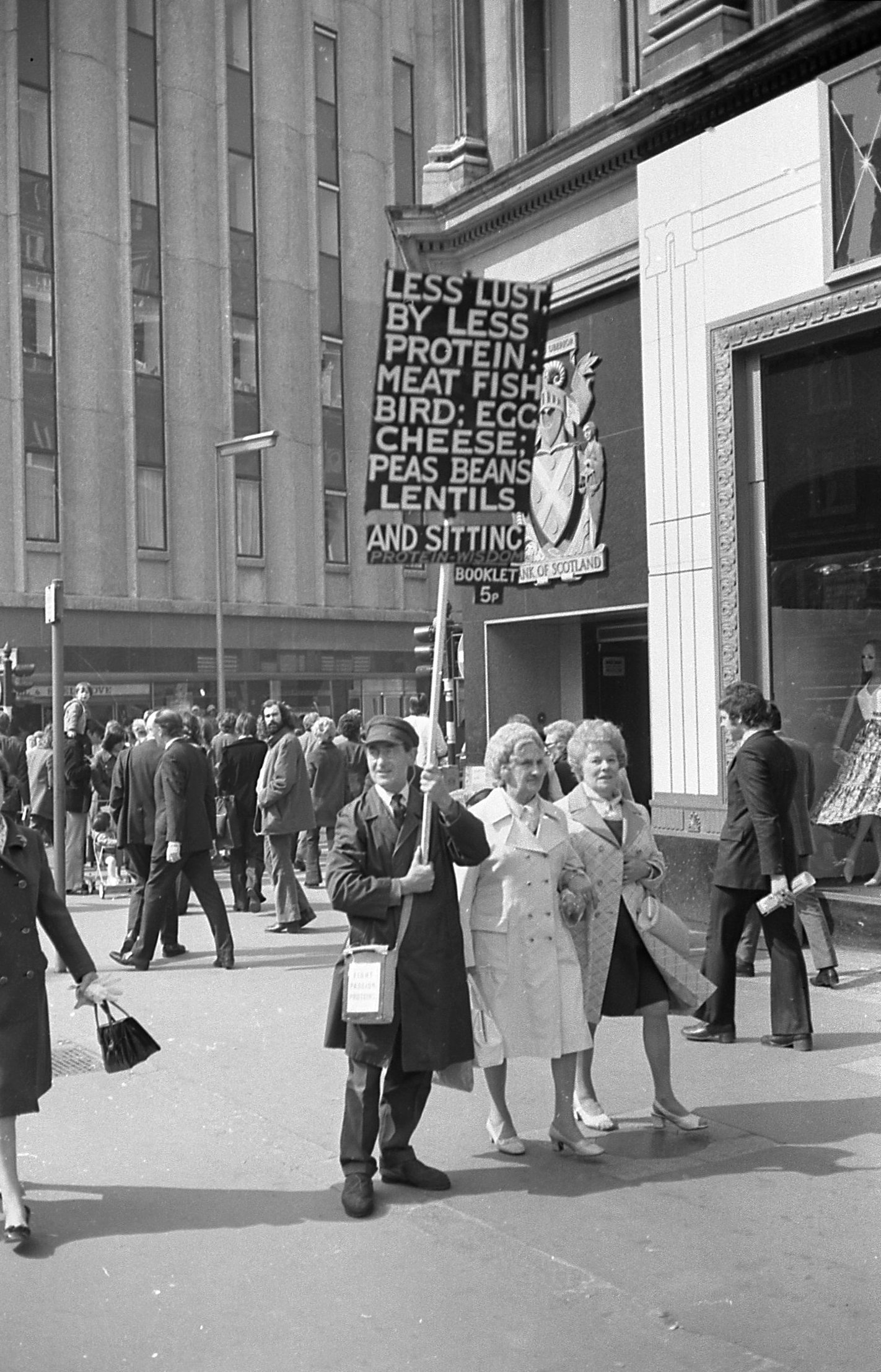
Cerca de Oxford Street, 1974.
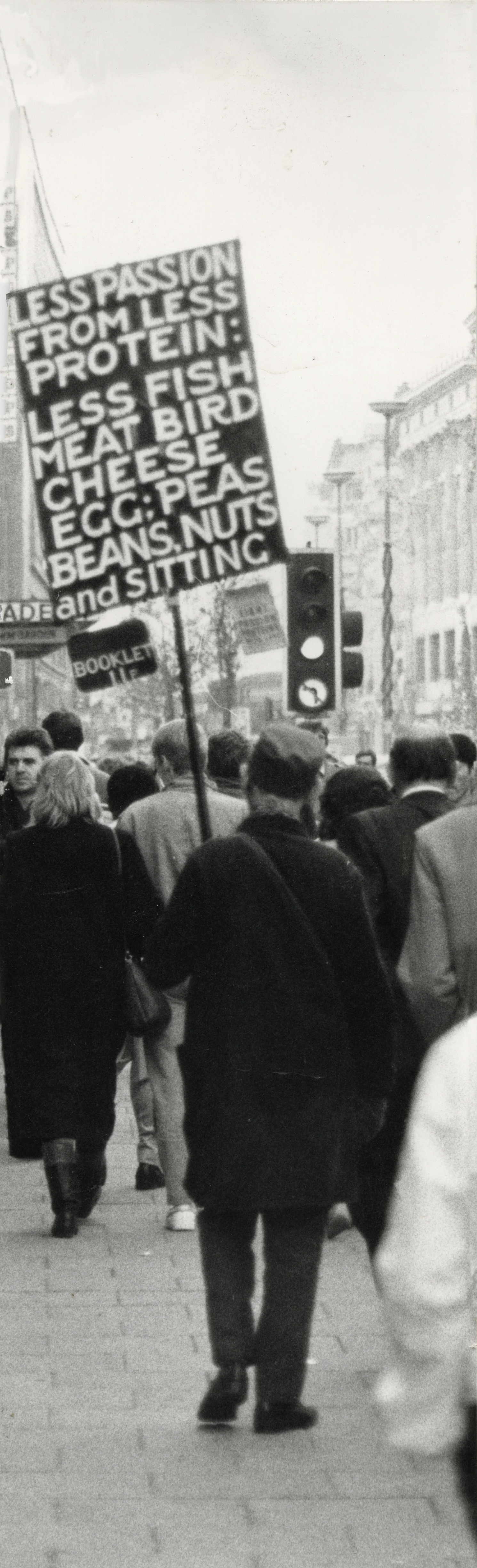
Cerca de Dean Street, c. 1983.

### Obras citadas
- Ackroyd, Peter (2000). London: The Biography. Londres: Vintage.
- Carter, Philip, «Green, Stanley Owen (1915–1993)»,  (en inglés), Oxford Dictionary of National Biography, (requiere suscripción).
- Green, Stanley. Eight Passion Proteins. Londres: Stanley Green. Archivado desde el original el 16 de febrero de 2003.
- Green, Stanley (14 de abril de 1985). «My own message to the streets». The Sunday Times Magazine.
- Januszczak, Waldemar (10 de septiembre de 1995). «An exhibition of herself: Tilda Swinton». The Sunday Times. p. 10.
- Lake, Matt; Moran, Mark; Sceurman, Mark (2007). Weird England. Londres: Sterling Publishing Company.
- «Lives and times: Stanley Green». The Scotsman. 15 de julio de 2006. Archivado desde el original el 26 de noviembre de 2015. Consultado el 26 de noviembre de 2015.
- McKie, David (21 de julio de 2008). «Pining for the boards». The Guardian. Archivado desde el original el 5 de julio de 2018. Consultado el 13 de diciembre de 2016.
- Pearce, Susan M.; Martin, Paul (2002). The Collector's Voice: Critical Readings in the Practice of Collecting. Londres: Ashgate Publishing Ltd.
- Quinn, Tom; Leaver, Ricky (2008). Eccentric London. Londres: New Holland Publishers.
- Ross, Cathy (23 de noviembre de 2017). «Less Protein, Less Lust: Decoding the Protein Man's placard». Museum Crush. Archivado desde el original el 3 de marzo de 2019. Consultado el 3 de marzo de 2019.
- Rowlands, Alun (2007). 3 Communiqués. Londres: Book Works. ISBN 978-1-870699-91-4. Archivado desde el original el 2 de julio de 2013. Consultado el 24 de noviembre de 2012.
- Truss, Lynne (25 de enero de 1994). «The principal message of the Oxford Street man with the placard was consistency». The Times. p. 16.
- Watts, Peter (27 de octubre de 2016). «Meet The Eccentrics of London». Londonist. Archivado desde el original el 6 de marzo de 2019. Consultado el 3 de marzo de 2019.
- Weeks, David; James, Jamie (1995). Eccentrics: A Study of Sanity and Strangeness. Londres: Random House.
- Willis, David (26 de enero de 1994). «A consuming passion ... Obituary: Stanley Green». The Guardian.

### Lectura adicional
- Cumming, Valerie; Merriman, Nick; Ross, Catherine (1996). «The Protein Man». Museum of London. Londres: Scala Books.
- Donaldson, William (1994). Brewer's Rogues, Villains, and Eccentrics. Londres: Cassell Reference.
- Ross, C. (marzo de 1997). «The scourge of sex and nuts and sitting». The Oldie.
- «The Less Protein Man – a sight of old London». The London Traveler. Archivado desde el original el 31 de enero de 2011.
- Weeks, David Joseph; Ward, Kate (1998). Eccentrics: The Scientific Investigation. Stirling: Stirling University Press.
- Wicks, Ben (8 de marzo de 1986). «Come on up and see my collection of passion fruit». The Toronto Star.

- Datos: Q2442764
- Multimedia: Stanley Green (activist) / Q2442764